# Cadolah de Frioul
Cadolah  fut duc du Frioul de 817 à sa mort en 819. Il était le fils du comte Berthold (Peratold) et d’une Ahalolfinger.
Il fit des dons au monastère de Saint-Gall le 23 octobre 805 et le 17 novembre 817, date à laquelle il devint duc.
Il meurt en 819 au cours d'une campagne contre Ljudevit Posavski.
Baldéric de Frioul lui succède.